# Silvânia Costa de Oliveira
Silvânia Costa de Oliveira, née le 23 mai 1987 à Três Lagoas, est une athlète handisport brésilienne.

## Biographie
Malvoyante depuis l'âge de 10 ans, elle concourt dans la catégorie T11 pour les aveugles.
Elle manque de rater les Championnats du monde d'athlétisme handisport 2015 à Doha à cause d'un problème de visa mais finit par réussir à rejoindre la capitale qatarie. Là, elle bat la Brésilienne Lorena Salvatini Spoladore et la Suédoise Viktoria Karlsson avec un saut à 5,04 m et remporte l'or.
Elle devient championne paralympique du saut en longueur T11 en 2016 aux Jeux paralympiques avec un saut à 4,98 m devant l'Ivoirienne Brigitte Diasso (4,89 m) et la Brésilienne Lorena Salvatini Spoladore (4,71 m). Elle fonde en 2017 le Silvania Oliveira Institute, une organisation basée dans sa ville natale qui aide les enfants à se sortir de la rue par la pratique de l'athlétisme.
Costa de Oliveira est également l'actuelle détentrice du record du monde du saut en longueur T11 avec 5,46 m, un saut réalisé à São Paulo en 2016.

## Vie privée
Ricardo Costa de Oliveira (en), également champion paralympique de saut en longueur, est son frère aîné. Ses trois frères et sœurs sont également malvoyants.